# Rienk Jans van der Leij
Rienk Jans van der Leij (Vrouwenparochie, 26 januari 1814 - Leeuwarden, 11 april 1876) was een Nederlands landbouwer en bestuurder. Hij was van 1853 tot 1869 burgemeester van Ferwerderadeel.

## Biografie
Van der Leij stond vanaf begin jaren dertig van de negentiende eeuw geregistreerd in Hallum. Hij ontwikkelde zich in de landbouwkunde en meer specifiek op de vlasteelt. In 1835 trouwde hij in Ferwerderadeel met Geertje Sybrens Boersma, met wie hij negen kinderen kreeg. Gedurende de jaren die volgden kocht, verkocht en verhuurde hij diverse panden en stukken grond in de omgeving.
In 1842 werd Van der Leij benoemd tot lid van de commissie van landbouw in Friesland. Hij publiceerde in 1844 een vertaling uit het Hoogduits over de vlasteelt en vlasbereiding in het buitenland, uitgegeven door Wopke Eekhof. Vier jaar later volgde het door hem geschreven Afschaffing der braak (Zomervaag), over het kneuzen of breken van vezels als vlas.
Aan het eind van 1848 werd Van der Leij aanbevolen voor de Tweede Kamerverkiezingen van 1848, maar hij werd niet verkozen. In 1850 werd hij wel verkozen tot lid van de Provinciale Staten van Friesland. Van september 1852 tot zijn benoeming tot burgemeester op 1 januari 1853 was hij ook kort lid van Gedeputeerde Staten. Gedurende en na zijn burgemeesterschap bleef hij lid van de Provinciale Staten.
Rienk Jans van der Leij overleed in 1876 op 62-jarige leeftijd in Leeuwarden. 

## Publicaties
- Van der Leij, R.J. (1842). Antwoord op de prijsvraag: "Hoedanig moet de mesthoop ingerigt zijn en behandeld worden, om den krachtigsten mest te erlangen en er het meeste voordeel van te trekken? op welk tijdstip van gisting of ontbinding moet hij in het belang van den plantengroei worden aangewend? welke wijzigingen vorderen in dezen verschillende soorten van mest?". Barghoorn, Groningen.[3]
- Veit, R., Van der Leij, R.J. (vertaling) (1844). De verbeterde vlasbouw, of Beschrijving van de wijze, waarop in België, Beijeren enz. de vlasteelt en vlasbereiding plaats heeft. Wopke Eekhoff, Leeuwarden.[8]
- Van der Leij, R.J. (1848). Afschaffing der braak (Zomervaag). Van Druten & Bleeker, Sneek.[9][13]